# 柏木平站
柏木平站（日语：／ Kashiwagidaira eki */?）位于岩手县远野市宫守町下鳟泽，是东日本旅客铁道（JR東日本）管辖的釜石线上的鐵路車站。

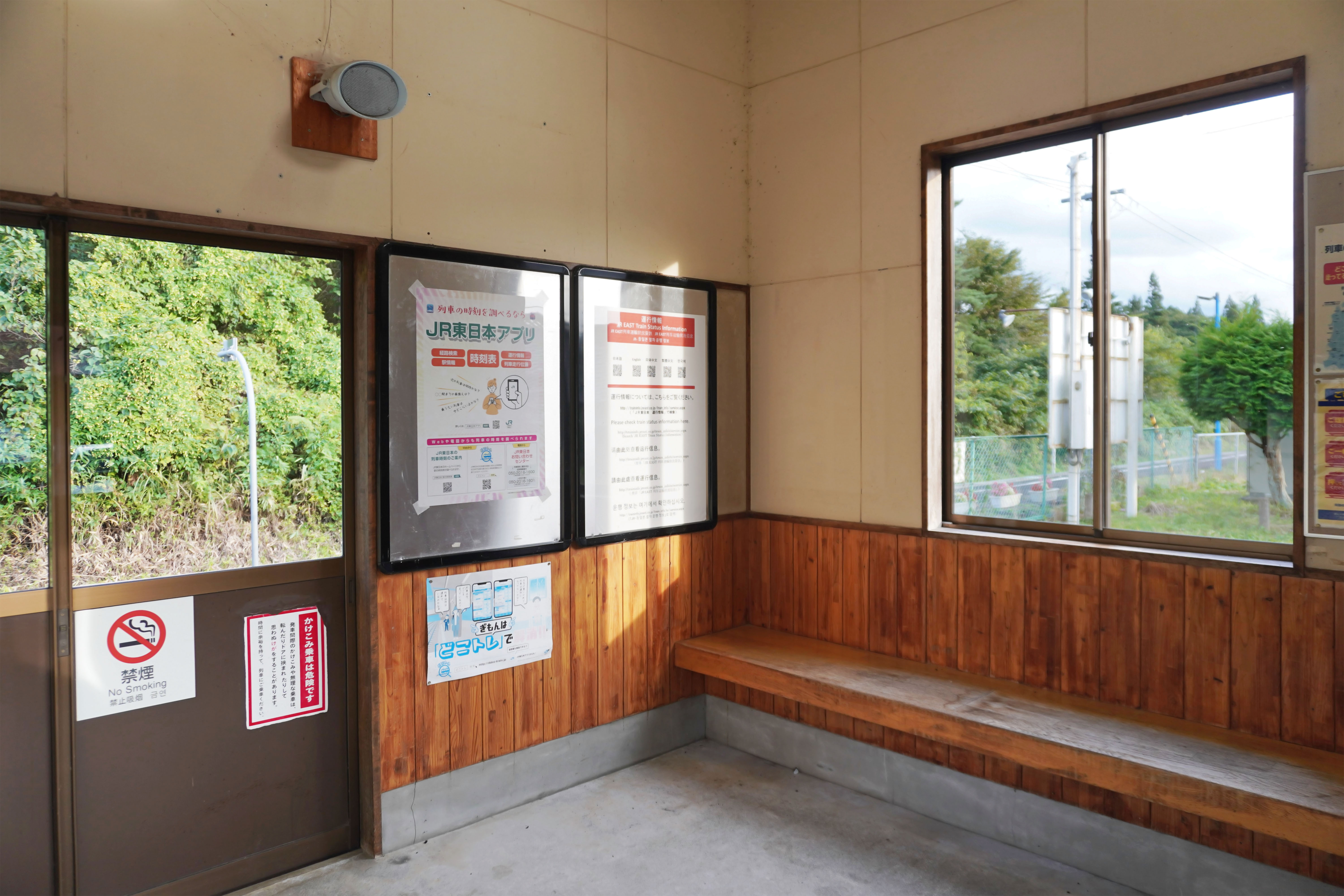
候車室内(2023年10月)

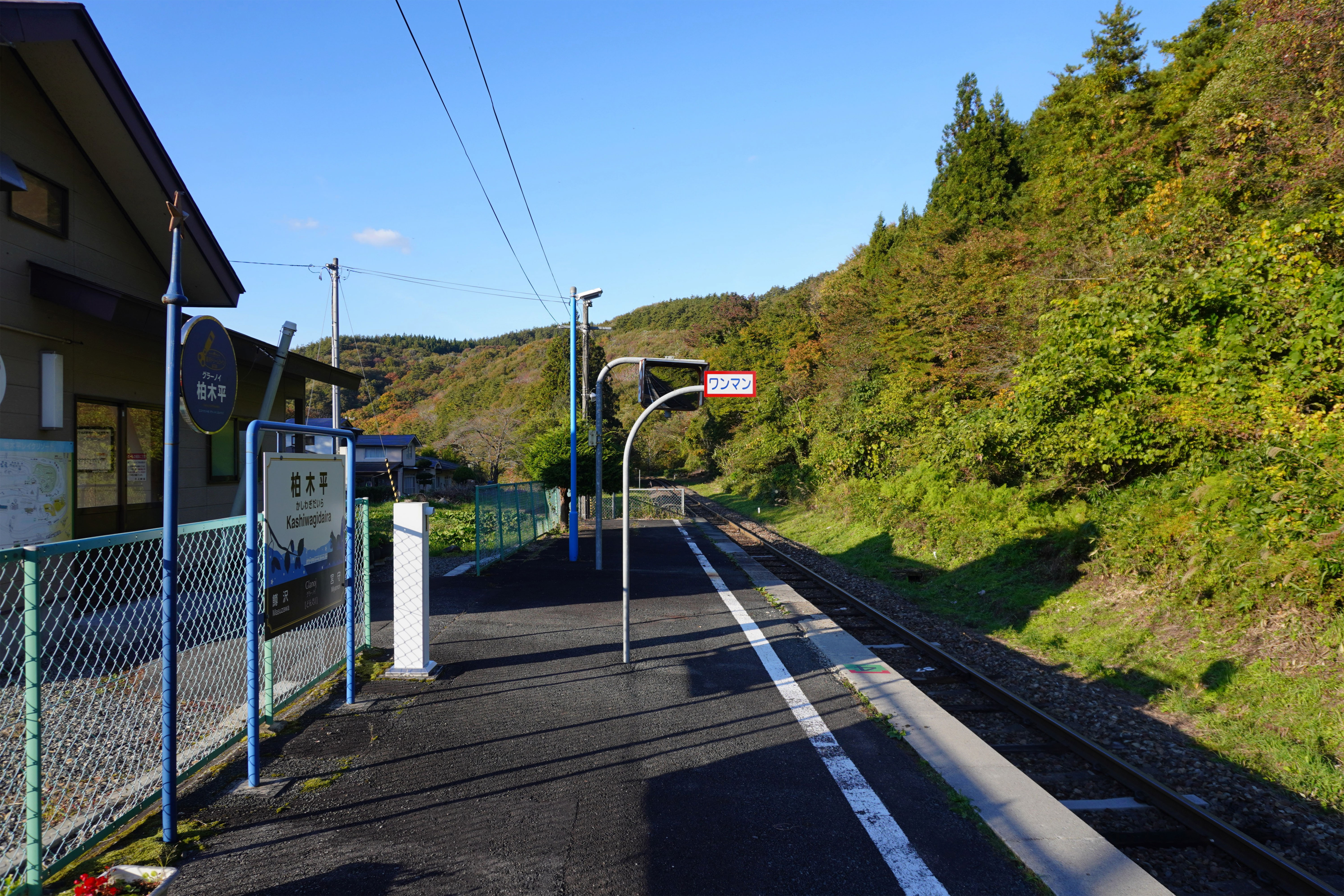
月台(2023年10月)

## 历史
- 1915年
  - 7月30日 - 作为岩手轻便铁道东线的终点站投入运营[3]。
  - 11月23日 - 线路全线贯通，成为中间站[3]。
- 1936年8月1日 - 岩手轻便铁道国有化，成为国铁釜石线车站[3]。
- 1943年9月20日 - 花卷站 - 柏木平站轨距改为1,067mm，本站成为不同轨距间换乘站[3]。
- 1944年10月11日 - 随着釜石东线开业，线路名改为釜石西线[3]。
- 1949年12月10日 - 柏木平站 - 远野站之间轨距改为1,067mm，本站不再换乘。
- 1950年10月10日 - 国铁釜石线全部贯通，在此成为釜石线车站[3]。
- 1961年10月1日 - 停止办理货运业务。
- 1987年4月1日 - 国铁分割民营化后成为JR东日本车站。
- 2018年6月1日 - 随着远野站业务委托化，归属北上站管辖。

## 车站结构
本站為侧式站台1台1线的地上车站，也是由北上站管理的无人站。

## 其他
- 世界语站名：Glanoj（橡子）。[4]

## 相鄰車站
東日本旅客鐵道（JR東日本）
□快速「濱百合」
通过
■普通
宫守－柏木平－鳟泽